# Públio Fúrio Medulino Fuso
Públio Fúrio Medulino Fuso (em latim: Publius Furius Medullinus Fusus) foi um político da gente Fúria nos primeiros anos da República Romana eleito cônsul em 472 a.C. com Lúcio Pinário Mamercino Rufo. Era filho de Lúcio Fúrio Medulino, cônsul em 474 a.C. e irmão de Espúrio Fúrio Medulino Fuso, cônsul em 464 e 453 a.C..

## Biografia
Públio Fúrio pertencia ao ramo Medulino da nobre gente Fúria, uma antiga gente patrícia da Roma Antiga, e era irmão de Espúrio Fúrio Medulino Fuso, que foi eleito cônsul em 464 a.C. e foi, depois, cônsul sufecto em 453 a.C.
Em 472 a.C., foi eleito cônsul juntamente com Lúcio Pinário Mamercino Rufo.
Durante seu mandato, o tribuno da plebe Volerão Publílio propôs uma lei pela qual os magistrados plebeus, entre os quais os tribunos, passariam a ser eleitos pela assembleia da plebe, da qual não participavam os patrícios, privando-os assim de qualquer poder de influenciar os resultados das eleições plebeias. A proposta de lei, chamada Lex Publilia Voleronis, não foi votada em 472 a.C. por causa da forte discordância entre patrícios e plebeus e por causa da irrupção de uma epidemia em Roma.
Ainda naquele ano, uma vestal, Orbília, foi considerada culpada de haver violado seu próprio voto de castidade e, por isto, condenada à morte. A pena para este tipo de crime era ser enterrada viva. Logo depois da condenação, um de seus dois amantes se suicidou e o outro acabou sendo linchado no fórum.
Em 467 a.C., depois de terem capturado a cidade volsca de Anzio (em latim: Antium), os romanos fundaram no local uma colônia. Fúrio, juntamente com Tito Quíncio Capitolino Barbato e Aulo Vergínio Tricosto Celimontano, compôs o triunvirato encarregado da subdivisão e distribuição das terras aos colonos.
Três anos depois, Públio Fúrio foi legado de seu irmão Espúrio Fúrio, que era o cônsul, na guerra contra os équos. Os romanos foram assediados em seu acampamento pelos inimigos e Públio, isolado com seus soldados durante uma sortida, foi massacrado.